# Warendorf (stad)
Warendorf is een stad en gemeente in de Duitse deelstaat Noordrijn-Westfalen, gelegen in de Kreis Warendorf. De gemeente telt 37.173 inwoners (31 december 2020) op een oppervlakte van 176,75 km². Nagenoeg alle christenen in de gemeente zijn, sommigen strikt, rooms-katholiek.

## Indeling van de gemeente

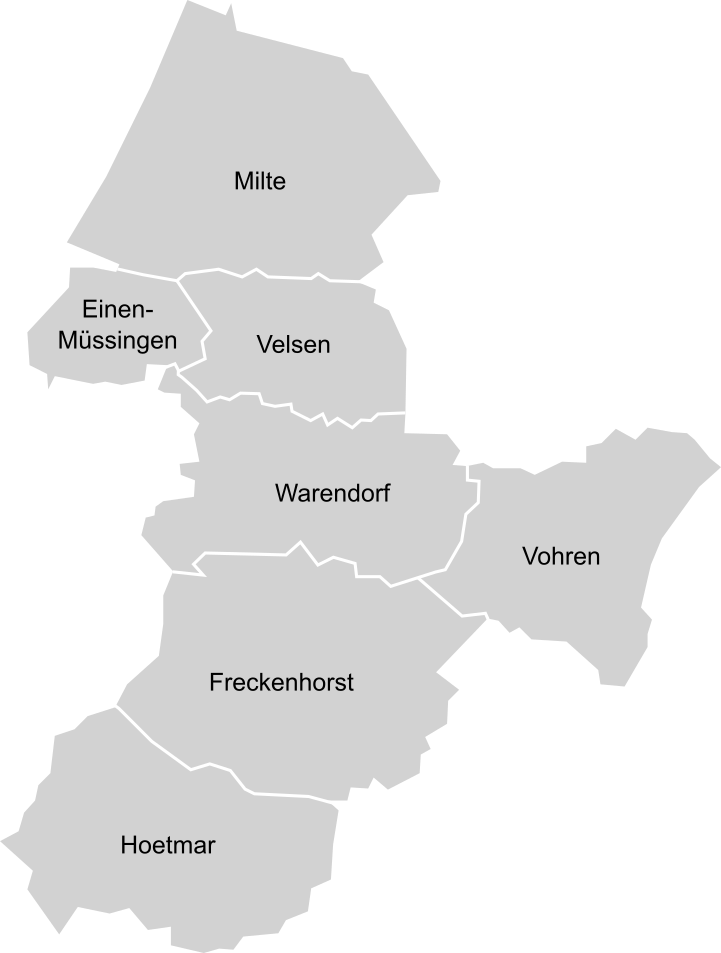
Stadsdelen
Wapen van de voormalige gemeente Freckenhorst
Wapen van de voormalige gemeente Milte
Wapen van de voormalige gemeente Hoetmar

De gemeente bestaat uit de volgende stadsdelen, die voor de gemeentelijke herindeling van 1975 alle zelfstandige gemeentes waren:
- Warendorf (kernstad; zetel van het gemeentebestuur), inclusief:
  - het enkele km ten O van de stad gelegen, 650 inwoners tellende, zeer uitgestrekte Vohren, dat uit diverse ver uiteen liggende groepen  boerderijen bestaat
  - het enkele km ten NW van de stad gelegen buurtschap Velsen dat eveneens uit diverse verspreid liggende groepen  boerderijen bestaat, en in 1969 bijna 600 inwoners telde.
- Milte, een dorp op 7 km ten NW van Warendorf met bijna 2.000 inwoners
- Einen/Müssingen, tweelingdorp 7-9 km ten W van de stad; Einen (rond 1.150 inw.) ligt ten noorden en Müssingen (ruim 1.250 inw.) ten zuiden van de Eems
- Freckenhorst, 4 km ten Z van de stad, aan een 26 km lange weg naar Ahlen, met ruim 7.500 inwoners de op één na grootste plaats in de gemeente, omvat mede de gehuchten Flintrup, Gronhorst, Hoenhorst, Hägerort en Walgern.
- Hoetmar, (spreek uit: Hootmar), een circa 2.300 inwoners tellend dorp op bijna 11 km ten Z van de stad

## Ligging en infrastructuur
Warendorf ligt ten oosten van Münster, in het noordelijkste deel van Noordrijn-Westfalen.

### Buurgemeenten
- In het noordoosten: Sassenberg (5 km over de B475)
- In het oost-zuidoosten: Beelen (9 km over de B64; nog 19 km verderop ligt Rheda-Wiedenbrück)
- In het zuiden, 16 km over de B475: Ennigerloh
- In het zuidwesten, 7 km voorbij Hoetmar: Sendenhorst
- In het west-zuidwesten, 8 km ten westen van Freckenhorst: Everswinkel
- In het westen: Telgte (16 km over de B64)
- In het noordwesten: Ostbevern (10 km ten noordwesten van Milte)
- In het noorden: Glandorf (12 km voorbij Sassenberg over de B475, in Nedersaksen).

### Wegverkeer
Door de stad loopt van west naar oost, parallel aan de spoorlijn Münster- Rheda-Wiedenbrück, de Bundesstraße 64 (B64) tussen die beide steden. Warendorf ligt van beide steden bijna 30 km verwijderd. Aan de oostrand van Warendorf kruist deze Bundesstraße de B475. Bij Beckum, 23 km ten zuiden van Warendorf, kruist de B475 de Autobahn A2 (afrit 20). Dit is de vanuit Warendorf dichtstbij gelegen Autobahn. De B475 loopt noordwaarts richting Rheine en Osnabrück. 
Van belang is verder een 26 km lange hoofdweg (geen Bundesstraße) via Freckenhorst  naar Ahlen. Binnenwegen leiden vanuit de stad naar  o.a. Milte en Everswinkel. 

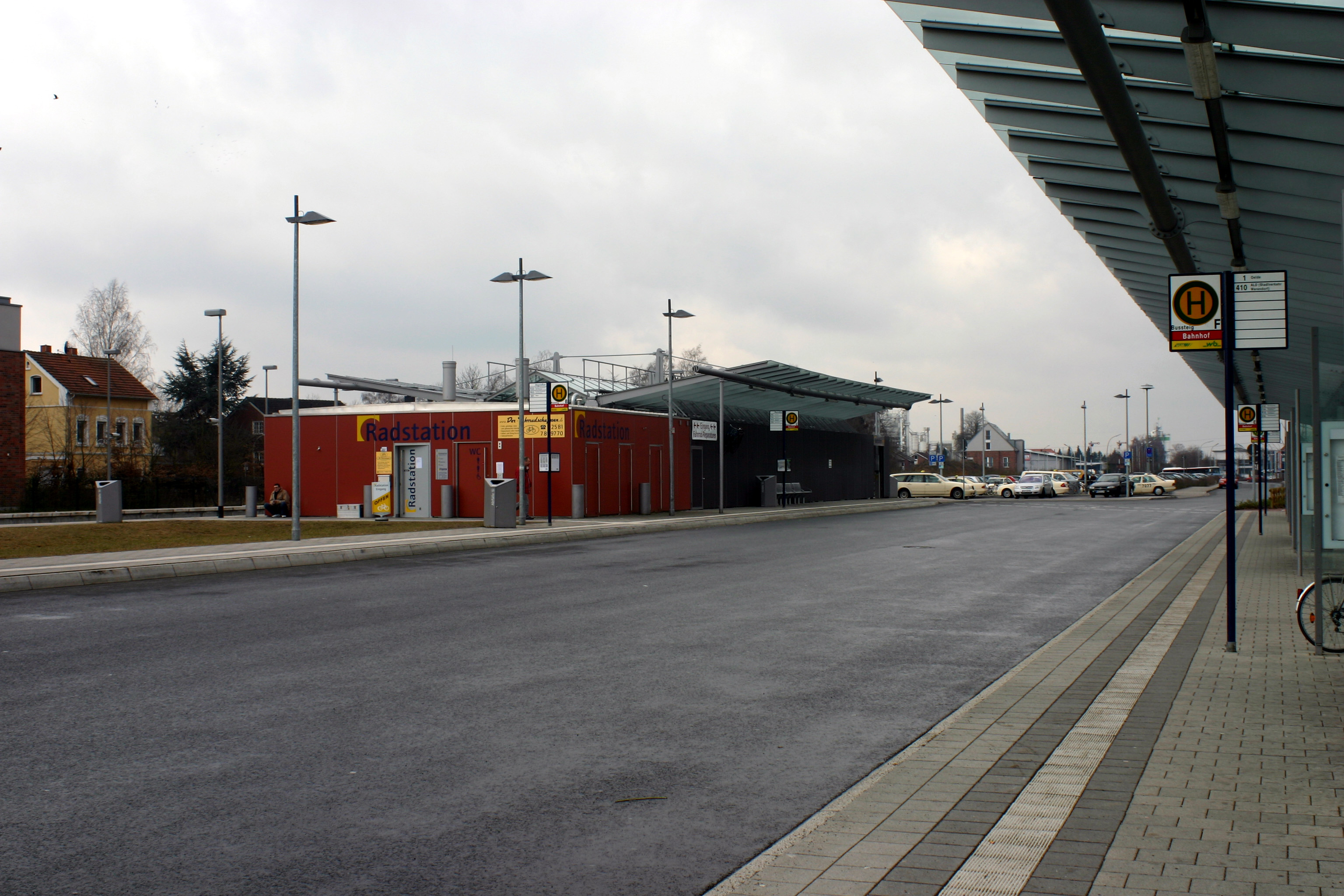
Fiets-terminal bij het station van Warendorf

### Openbaar vervoer
Aan de in 1887 geopende  spoorlijn Münster - Rheda-Wiedenbrück liggen op het grondgebied van de gemeente Warendorf drie stopplaatsen: halte  Warendorf-Einen-Müssingen (geopend in december 2016), station Warendorf en halte Vohren, op respectievelijk circa 18, 26 en 31 km ten oosten van Münster Hauptbahnhof. Halte Vohren werd echter in 2006 gesloten. Er bestaan plannen, om uiterlijk in 2025 de spoorlijn te integreren in een S-Bahn-net voor de stad Münster. Dit moet leiden tot o.a. sluiting van de talrijke onbewaakte overwegen in de lijn en een algehele technische modernisering.  Het spoorwegstation van Warendorf ligt bij het busstation. 
De stad Warendorf zelf, alsmede Freckenhorst worden bediend door een snelbuslijn van en naar Münster. Daarnaast rijden er van en naar het busstation van Warendorf talrijke andere buslijnen, die echter veelal alleen als scholierendienst rijden ( 1 rit op schooldagen 's morgens vroeg in de ene, en enkele ritten in de namiddag in de andere richting).

### Overig
Warendorf ligt aan de rivier de Eems, die hier alleen voor de pleziervaart bevaarbaar is. Aan weerszijden van de Eems zijn delen van de oeverlanden, vanwege de aanwezigheid van beschermde soorten vogels, insecten, vissen en planten, onder natuurbescherming geplaatst.

## Economie
De stad is naar verhouding rijk aan kleine ondernemingen op het gebied van landbouw, handel, ambachtelijke dienstverlening e.d. 
Het Miele-concern heeft er een kleine plasticfabriek, en had er tot 2005 een grote fabriek van keukens, die daarna meerdere malen van eigenaar is veranderd.
Warendorf is daarnaast zetel van het hoofdkantoor van drie in geheel Duitsland opererende "ketens": een keten van schoenwinkels, een keten van zaken in hout- en verfwaren en een keten van groothandels in bouwmaterialen.
Binnen de dienstensector zijn vermeldenswaardig:
- een ziekenhuis met 300 bedden, dat de status heeft van één der academische ziekenhuizen van de Universiteit van Münster.
- de in 1978 hier gevestigde Sportschule der Bundeswehr, waar sportinstructeurs en -trainers binnen de gehele Duitse krijgsmacht worden opgeleid.

## Geschiedenis

### Warendorf

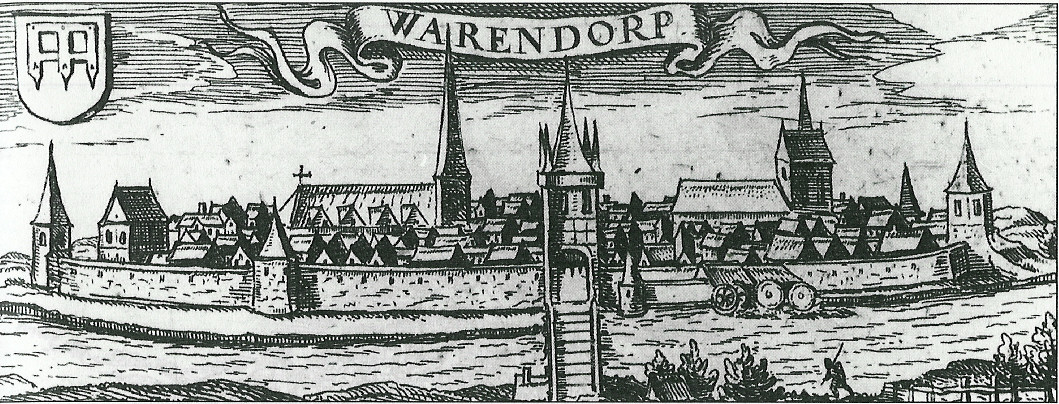
Warendorf anno 1616, ets van Johann Gigas

Warendorf bestond ten minste al rond het jaar 700 als het Saksische dorp Waranthorpa ( waard-dorp, dorp aan een wat hogere oever). Rond 1199 verleende de eerste prins-bisschop van Münster, Herman II van Katzenelnbogen, de plaats stadsrechten. Helaas zijn in de woelige periode rond 1533, toen de Wederdopers Münster en omgeving teisterden, bij een stadsbrand in Warendorf de archieven, waaronder de stadsrechtoorkonde, verloren gegaan. In 1255 sloot de stad zich aan bij een belangenvereniging voor handelaars ter bescherming tegen struikrovers. Dit was een voorloopster van de Duitse Hanze, waarvan de stad door de gunstige ligging en de bloeiende lakennijverheid één der eerste Westfaalse leden werd. In 1404 richtte een stadsbrand in Warendorf grote verwoestingen aan; ook de Laurentiuskerk brandde af.
In 1533 werd Warendorf voor korte tijd (één week) veroverd door de extremistische Wederdopers, die echter door troepen van bisschop Frans van Waldeck spoedig verslagen en deels ter dood gebracht, deels verdreven werden. Deze episode kwam Warendorf te staan op kortstondig verlies van de stadsrechten, die deels in 1542 en verder in 1556 teruggegeven werden.
De stad had veel te lijden in  de Dertigjarige Oorlog (1618-1648). Ter bevordering van het economisch herstel hierna verleende bisschop Christoph Bernhard von Galen Warendorf in 1657 het recht, jaarlijks in oktober een grote, tweedaagse veemarkt te houden. Hieruit is de nog steeds jaarlijks plaats vindende Fettmarkt voortgekomen. In 1741 werden grote delen van de stad, inclusief de Mariakerk, door een grote brand verwoest. Deze brand veroorzaakte een blijvende economische terugval: onder anderen de lakenhandelaren waren na de brand naar elders verhuisd. Na de Napoleontische tijd kwam Warendorf, zoals geheel het voormalige Prinsbisdom Münster, aan het Koninkrijk Pruisen en na 1871 aan het Duitse Keizerrijk. In 1826 werd in Warendorf het Westfälische Landgestüt, de belangrijkste stoeterij van Westfalen, door de Pruisische overheid opgericht.  Na de aansluiting op het spoorwegnet in 1887 volgde, mede door de vestiging van enige industrie, een economisch herstel. 
In januari 1995 brandde, als gevolg van brandstichting in een opslagloods, het station van de stad geheel af, en moest door nieuwbouw worden vervangen. 

### Freckenhorst
Freckenhorst ontstond rondom een in rond 851 gesticht nonnenklooster, dat in de 12e eeuw omgezet werd in een adellijk vrouwensticht. Dit Stift werd beroemd vanwege de verering van het Heilig Kruis. Op 3 mei wordt er nog jaarlijks het feest van Krüßing gevierd, dat in de officiële Rooms-Katholieke Kerk tot 1969 een kerkelijke feestdag was. In 856 zou, volgens de legende, een wonderdadig kruis in het klooster van Freckenhorst zijn neergedaald, dat spoedig onderwerp van verering en doel van bedevaarten werd. Het originele Kruis van Freckenhorst ging in de woelige periode van de godsdienstoorlogen van de 16e en vroege 17e eeuw verloren, maar werd kort nadien vervangen door de nog steeds bestaande (en vereerde) replica. Freckenhorst werd vaak geteisterd door oorlogsgeweld, vooral in de laatste tien jaar van de Dertigjarige Oorlog (1618-1648); ook werd de plaats enige malen geteisterd door veepest en door besmettelijke ziektes onder de mensen, terwijl ook hongersnoden er tot ver in de 19e eeuw niet zeldzaam waren. Het stift van Freckenhorst werd in 1803 ombestemd tot bejaardentehuis voor gewezen geestelijken en acht jaar later geseculariseerd, en de abdijgebouwen werden verbouwd tot woonkasteel voor aanzienlijke families. Het kasteel is sedert 1841 in bezit van, en wordt bewoond door leden van het adellijke geslacht Von Merveldt. 
De plaats Freckenhorst, die voordien al enige privileges bezat, kreeg in 1805 de status van Titularstadt, een in het Koninkrijk Pruisen gebruikelijke benaming voor een vlek, dus tussen dorp en stad in.

### Milte
Ten noorden van Milte ligt op de grens met Nedersaksen in een fraaie, bosrijke omgeving het zeer belangrijke klooster Vinnenberg. De kloosterkerk ervan bezit een als wonderdadig beschouwd Mariabeeld, dat een na de Tweede Wereldoorlog gemaakte replica van een tijdens die oorlog verbrand of gestolen middeleeuws beeld is, en waarvan de verering in 1952 pauselijke goedkeuring heeft verkregen. Het klooster zelf heeft een bewogen geschiedenis.
Het klooster is bij het Bisdom Münster in gebruik als bezinnings-, cursus- en congrescentrum.

### Overige
Het gehucht Müssingen is na de Tweede Wereldoorlog tot een dorp uitgegroeid, doordat eerst honderden Heimatvertriebene er kort na de oorlog een onderkomen kregen, en in de jaren zestig en zeventig van de 20e eeuw ook arbeiders, die aan de kanalisatie van de Eems werkten.

## Bezienswaardigheden

### Paardensport e.d.
De plaats Warendorf geniet bij liefhebbers van de paardensport bekendheid door de jaarlijks rond 1 oktober  gehouden hengstenparades van het Nordrhein-Westfälische Landgestüt Warendorf (NRW Landgestüt), dat in deze plaats gevestigd is. Deze stoeterij is het centrum van de paardensport voor de gehele deelstaat Noordrijn-Westfalen.

### Bezienswaardige kerken e.d., religieuze evenementen
- De driebeukige gotische hallenkerk Sint-Laurentius dateert uit het begin van de 15e eeuw. De torens dateren van omstreeks 1913. In de kerk bevindt zich een beroemd vleugelaltaar: het Warendorfer Passiealtaar (1420-1430) is een van de waardevolste kunstwerken uit de hooggotiek van Westfalen.
- De "Nieuwe" Mariakerk (Neue Kirche) is een neoromaanse basilica, een relatief nieuwe kerk die in 1911/1912 werd opgericht naar plannen van Ludwig Becker. Ernaast bevindt zich de toren van de gesloopte vorige kerk die in 1741 te lijden had onder een hevige brand.
- In het naburige Freckenhorst bevindt zich Sint-Bonifatius, een kloosterkerk die dateert uit de 11e en 12e eeuw. De resterende delen van de kloostergang dateren uit de 13e eeuw. De rijkelijk bewerkte romaanse doopvont dateert uit 1129; dit is ook het bouwjaar van de kerk zelf, die verrees op de plaats van een in 1117 verbrande  oudere kerk.
- Direct naast deze Bonifatiuskerk staat de Sint-Pieterskapel, gebouwd rond 1200 in romaanse stijl. Deze kapel bevat de kunsthistorisch belangrijke kloosterschat van het voormalige Sticht Freckenhorst, waaronder kostbare religieuze boeken en andere voorwerpen. Alleen na afspraak met het kerkelijk bureau (Pfarrbüro Freckenhorst) te bezichtigen.
- Krüßing, jaarlijks op 3 mei of op de zondag daarna te Freckenhorst: Heilig-Kruisprocessie met plechtige Heilige Mis in combinatie met een groot volksfeest
- In Hoetmar staat de laatgotische, 16e-eeuwse St. Lambertuskerk, met muurfragmenten van een eerdere, rond 1250 gebouwde kerk. Het interieur is eveneens grotendeels 16e-eeuws en cultuurhistorisch interessant.
- Bij Hoetmar staat de in 1735 gebouwde bedevaartskapel Buddenbaum, met in het interieur een Mater Dolorosa (Mariabeeld) uit 1440.
- In Einen is de romaanse, in de 11e of vroege 12e eeuw gebouwde, St. Bartholomeüskerk bezienswaardig, ondanks enige niet altijd geslaagde restauraties gedurende de 20e eeuw.

### Overige
- Warendorf wordt tot het Münsterland gerekend. Er lopen dan ook diverse langeafstands-fietsroutes door de gemeente.
- In de stad staat een groot, voormalig Franciscanenklooster.  Sedert 2014 is een gedeelte ervan in gebruik als Westpreußisches Landesmuseum, een -mede door de immigratie van veel Heimatvertriebene uit deze regio gestimuleerde- instelling, die de geschiedenis en cultuur belicht van het voormalige West-Pruisen, dat sedert 1945 in het noordoosten van Polen ligt. De overige delen van het voormalige klooster zijn tot appartementencomplex verbouwd.
- Recreatieplas Emssee, direct ten oosten van Warendorf-centrum
- In de binnensteden van Warendorf en Freckenhorst staan nog enige schilderachtige en/of monumentale huizen uit de 17e- 19e eeuw, die onder monumentenzorg staan.
- Jaarlijkse Fettmarkt begin oktober, vijfdaags volksfeest met kermis, rommelmarkt e.d.; daarnaast worden in de stad vooral in de zomer en het najaar talrijke andere concerten,  festivals, markten en volksfeesten gehouden

## Belangrijke personen in relatie tot de gemeente

### Geboren
- Paul Spiegel (1937-2006), Joods-Duits journalist, zakenman en voorzitter Centrale Raad voor de Joden
- Frank Ostholt (Warendorf, 23 september 1975), Duits ruiter gespecialiseerd in eventing

### Overigen
- Hugo Spiegel (1905-1987, begraven te Warendorf), de vader van Paul Spiegel, speelde een belangrijke rol in de  naoorlogse wederopbouw van joodse geloofsgemeenschappen in Westfalen; te Warendorf is nabij de joodse begraafplaats een straat naar hem genoemd.
- Heinrich Windelen (* 25 juni 1921 in Bolkenhain, Silezië; † 16 februari 2015 in Warendorf) politicus (CDU). Hij was o.a. van 1983 tot 1987 bondsminister voor Duits-Duitse betrekkingen.
- Hans Günter Winkler (Barmen, 24 juli 1926 – Warendorf, 9 juli 2018) wereldberoemd springruiter; van zijn paard Halla, waarop Winkler driemaal olympisch goud behaalde,  is bij het NRW Landgestüt te Warendorf een standbeeld opgericht.

## Partnergemeenten
- Dzierżoniów, voor 1945: Reichenbach im Eulengebirge, Silezië, sedert 1951
- Barentin, Normandië, Frankrijk, sedert 1965
- Pavilly, Normandië, Frankrijk, sedert 1972 ( uitgaande van de toen nog zelfstandige gemeente Freckenhorst)
- Oleśnica, voor 1945: Oels (Polen), sedert 2002
- Petersfield, Engeland, sedert 2007.

## Afbeeldingen

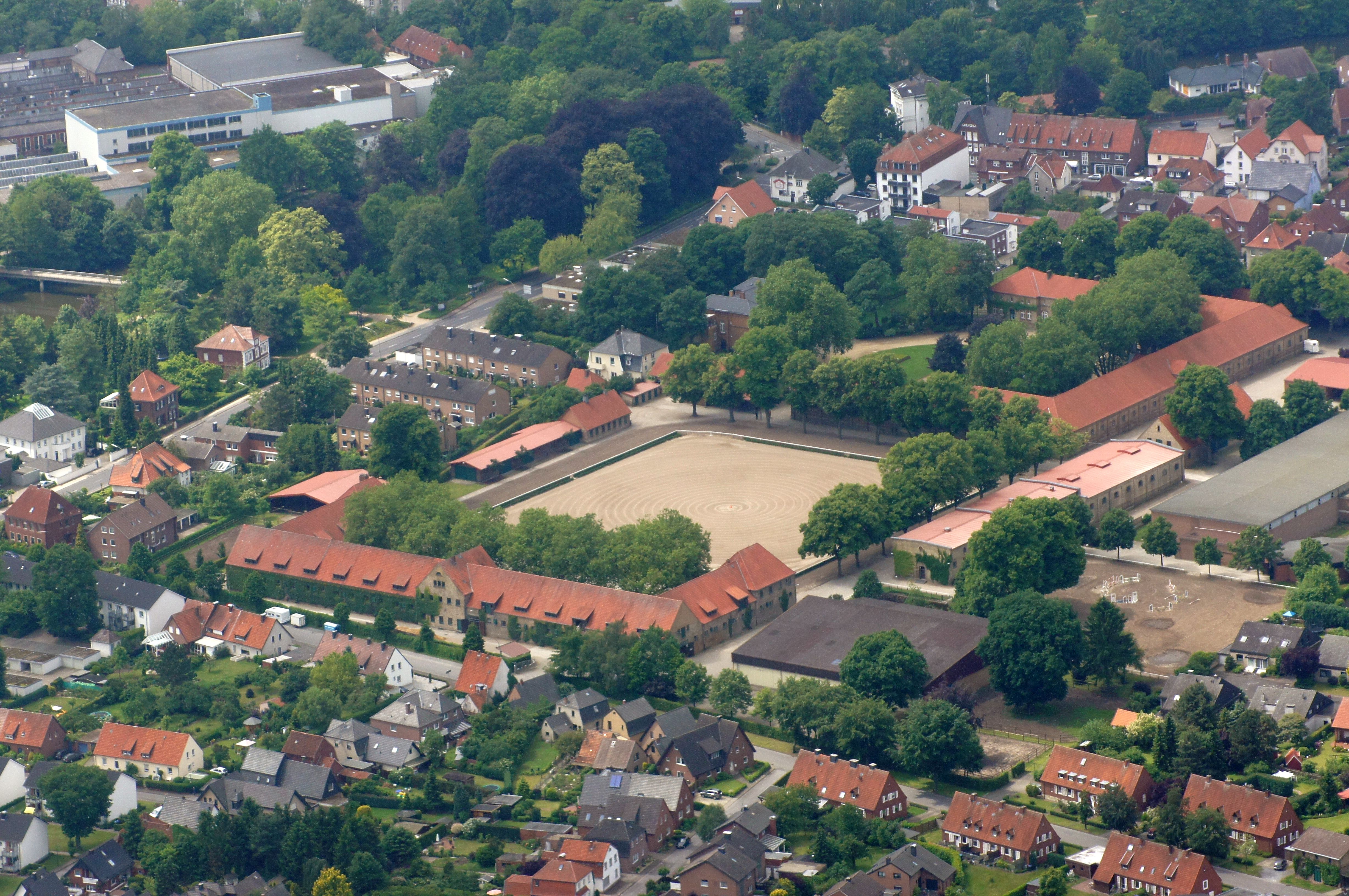
NRW Landgestüt, 2014
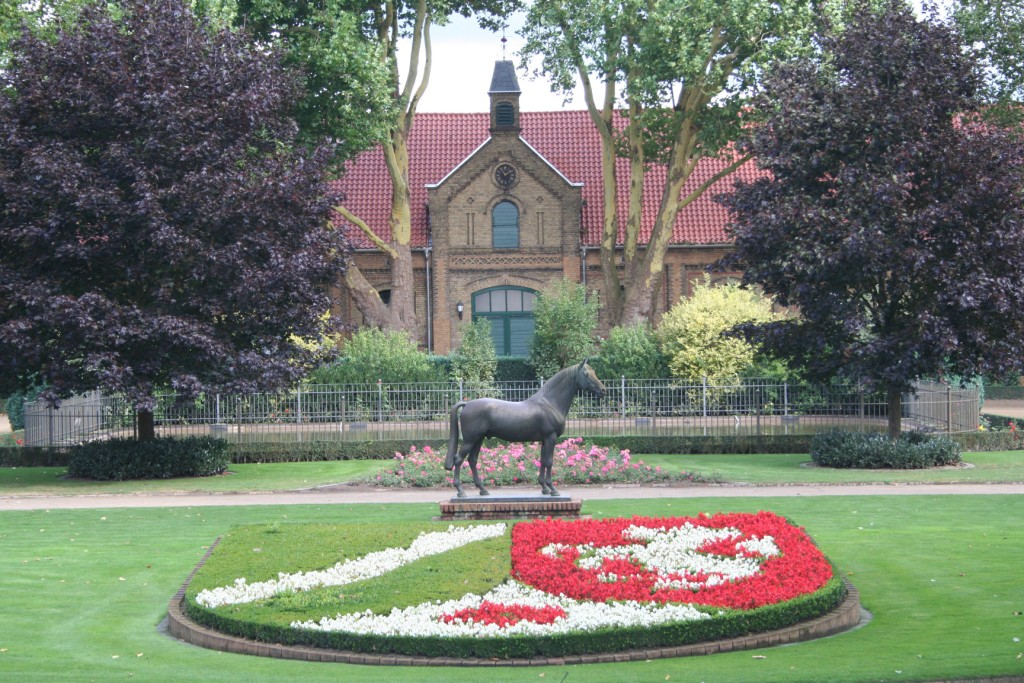
Standbeeld Paradox I bij het NRW Landgestüt
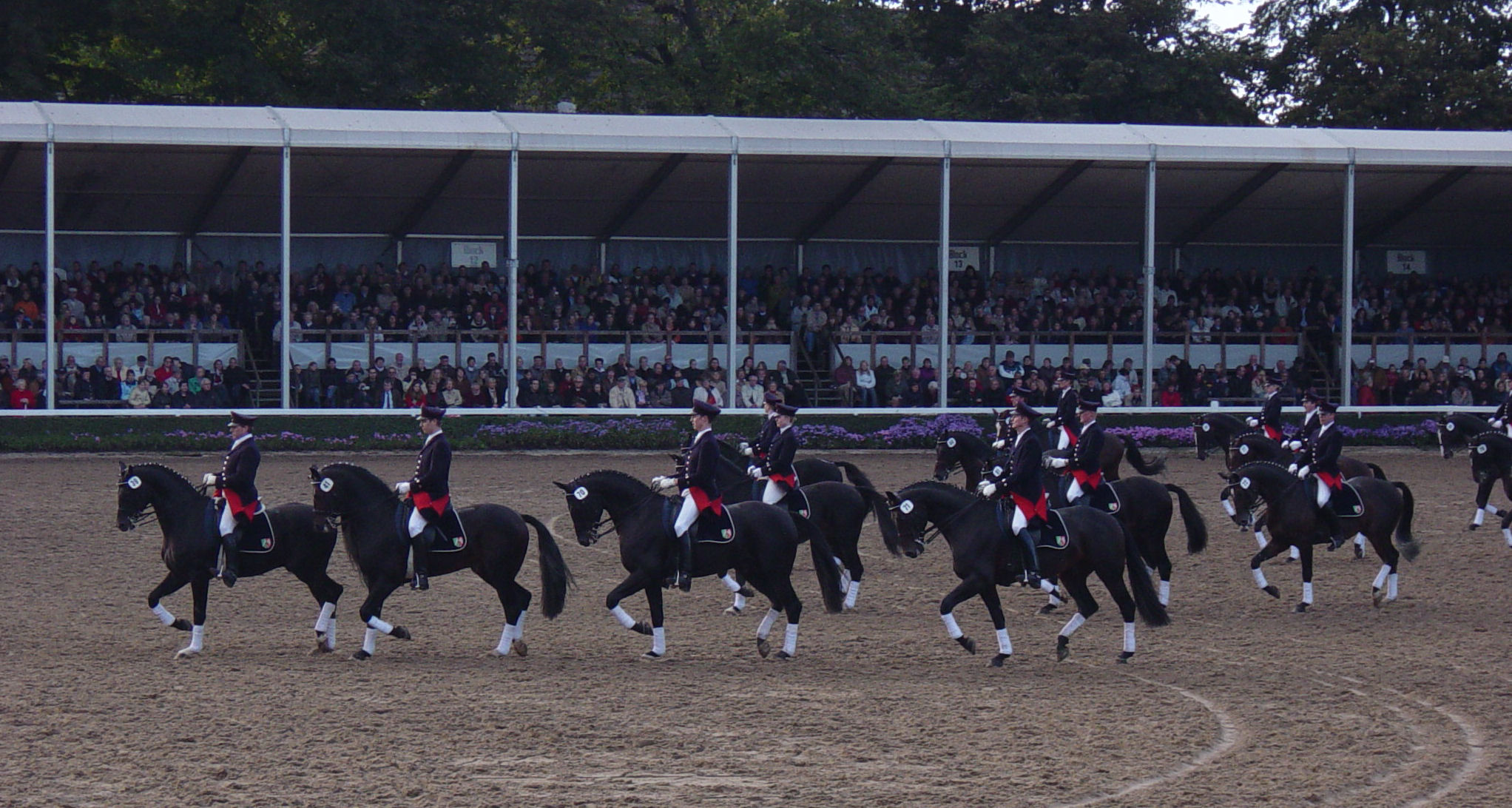
Hengstenparade
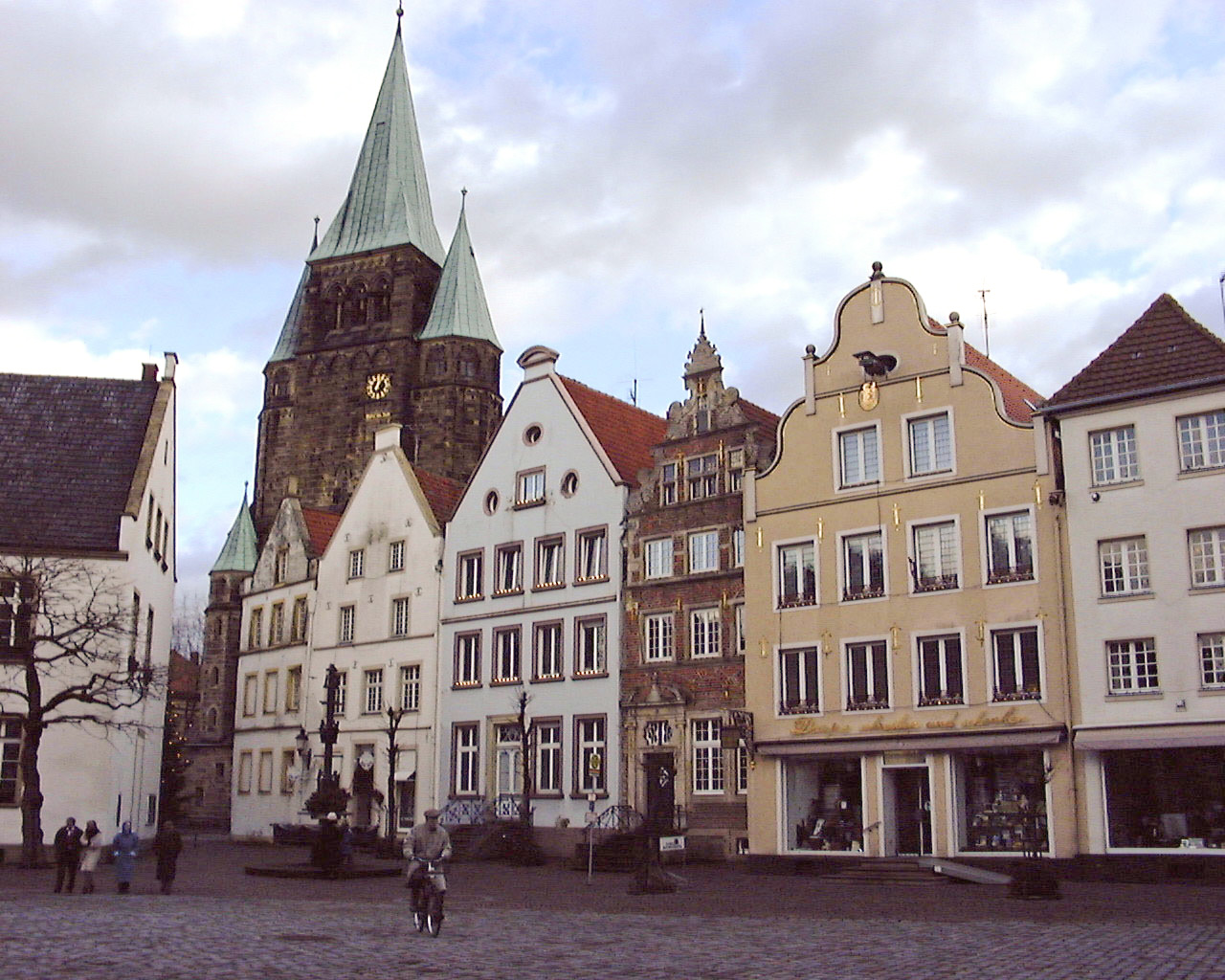
Marktplatz
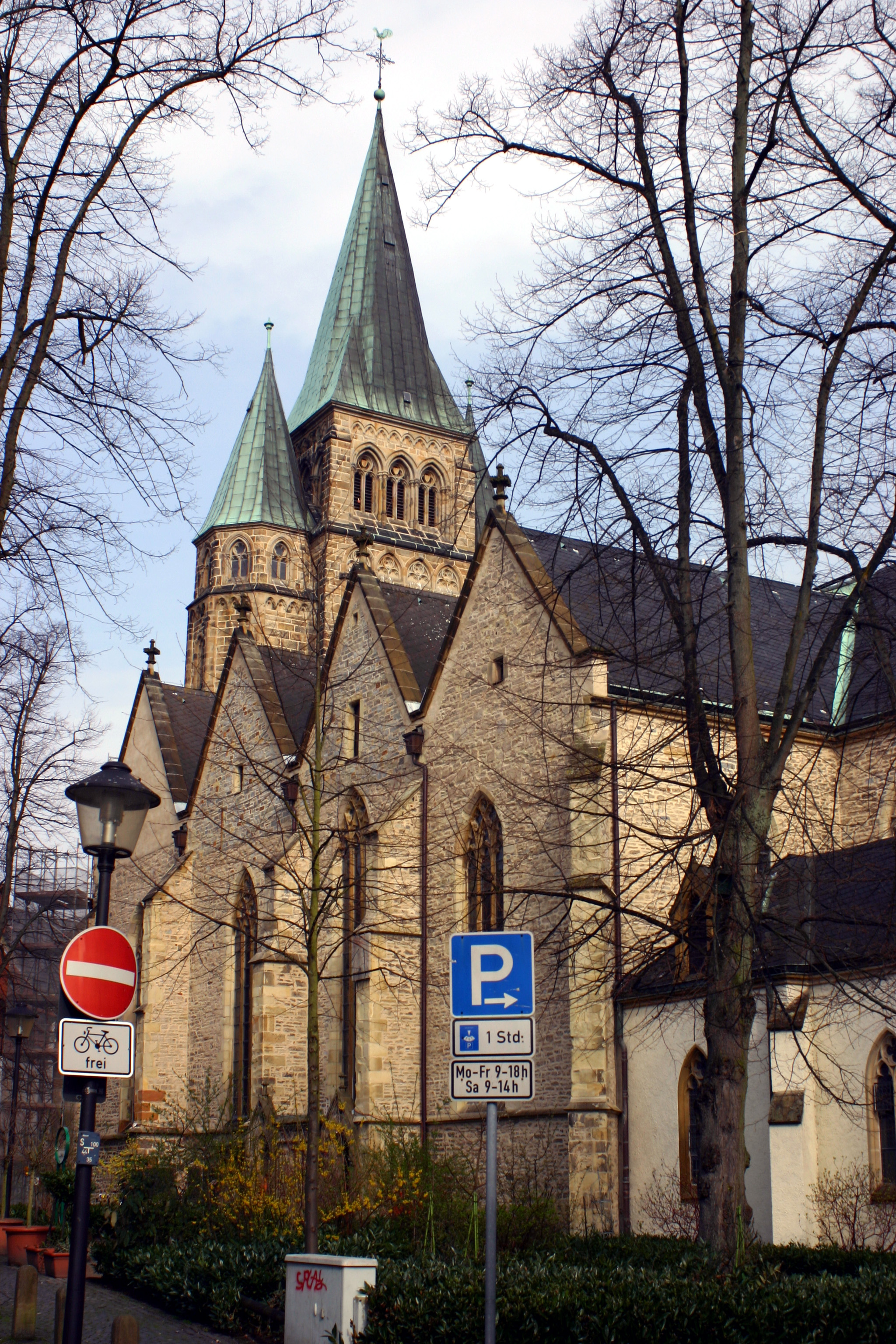
St. Laurentiuskerk (1)
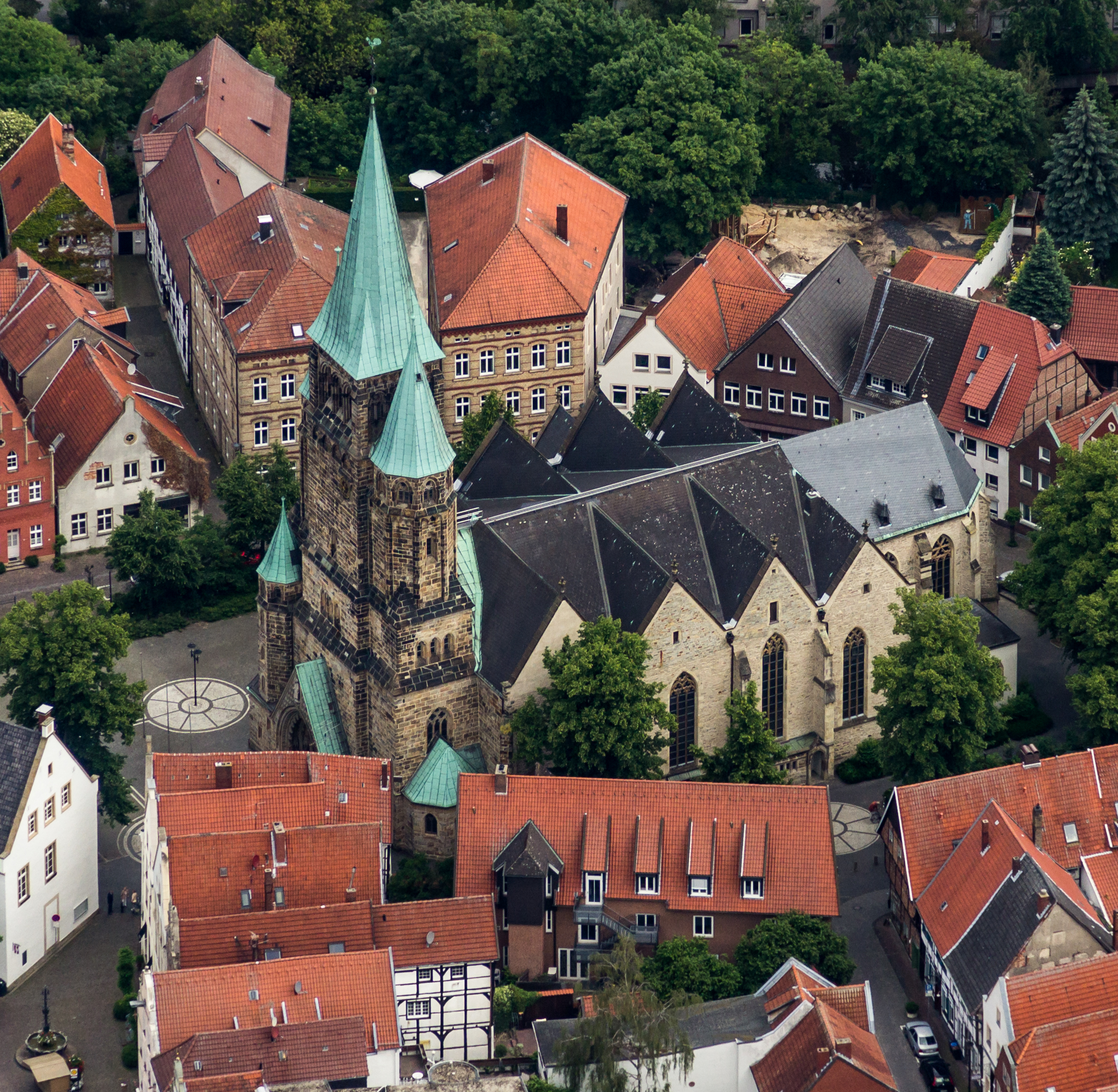
St. Laurentiuskerk (2)
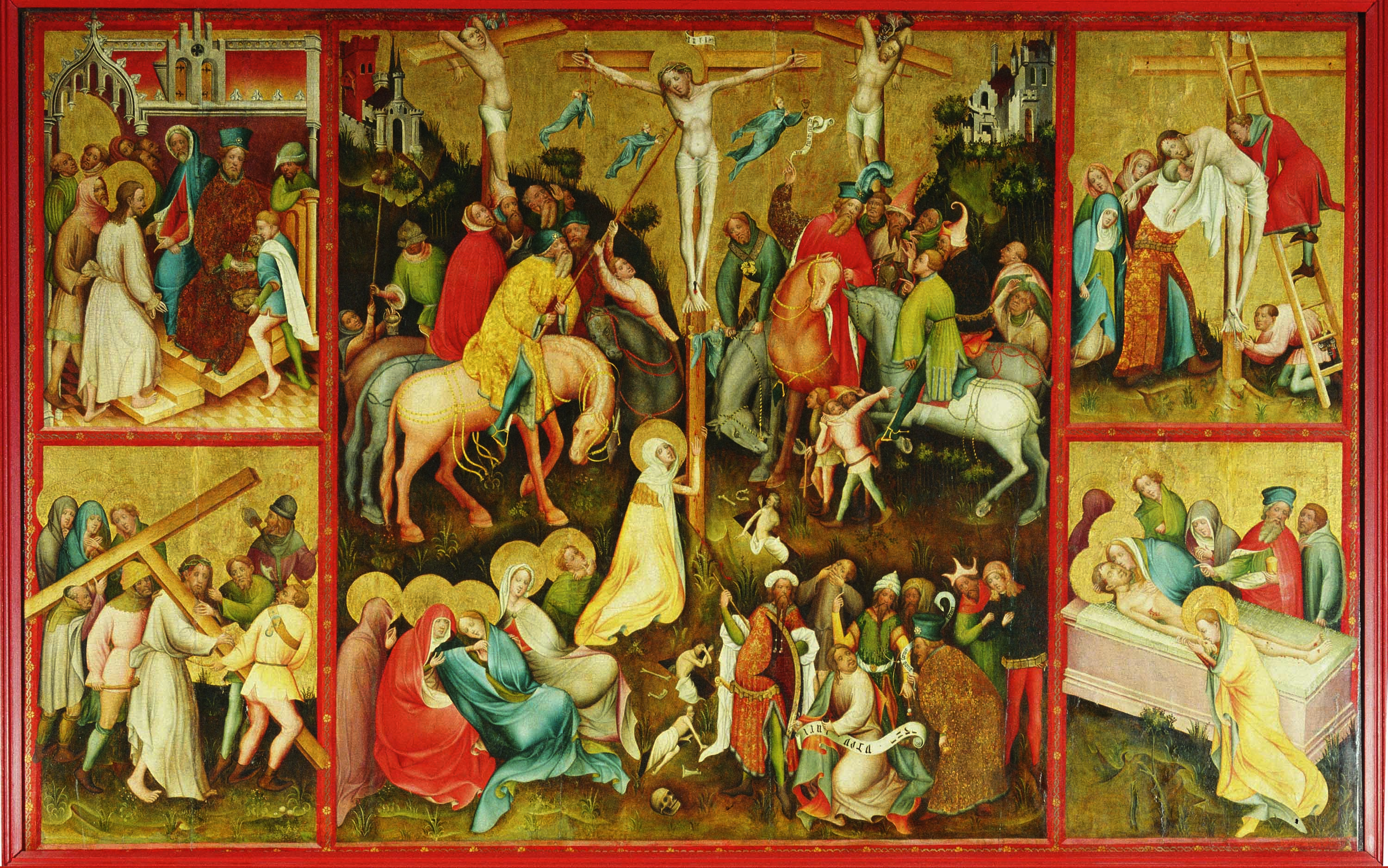
Warendorfer Passiealtaar
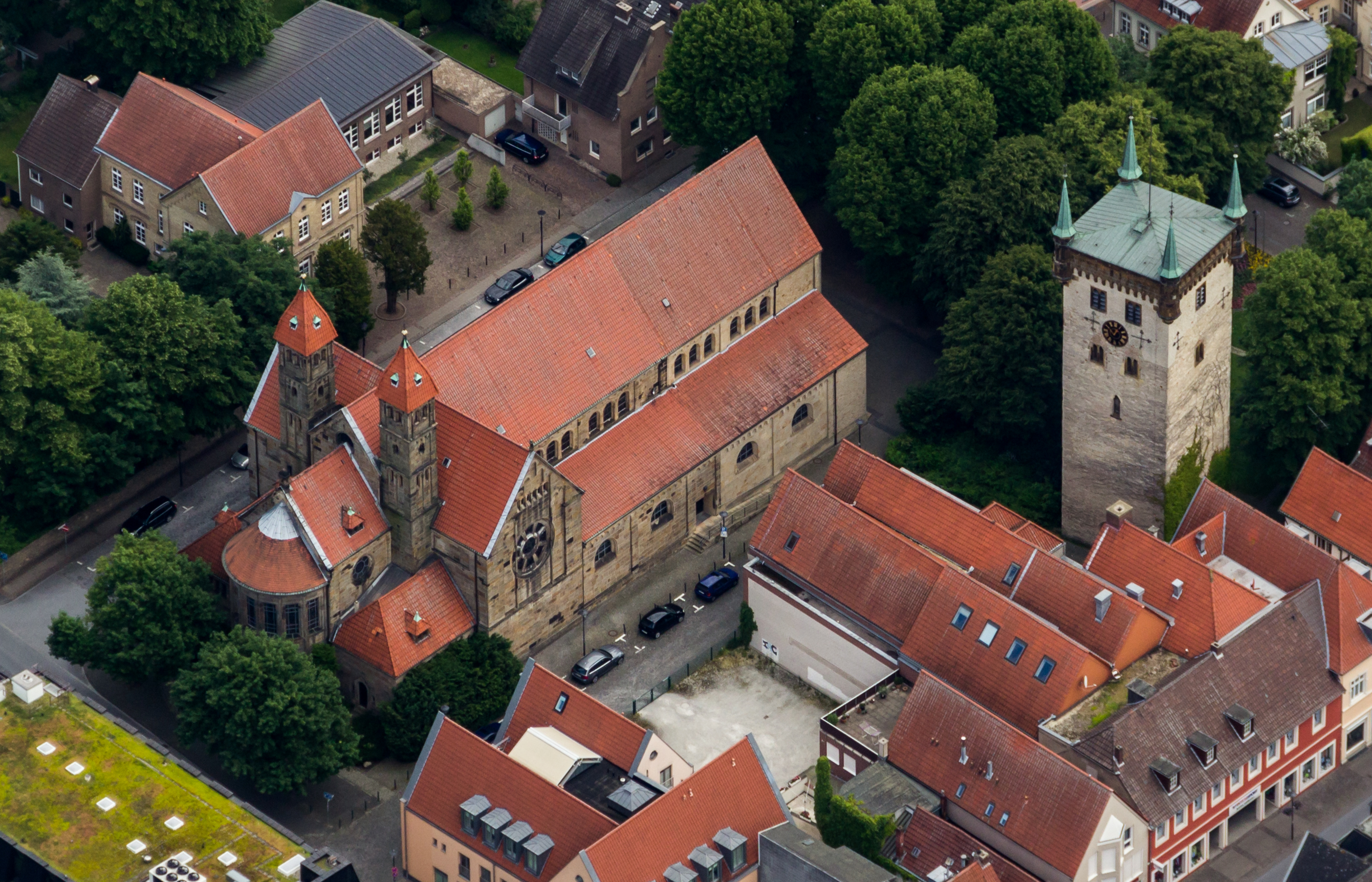
"Nieuwe" Mariakerk
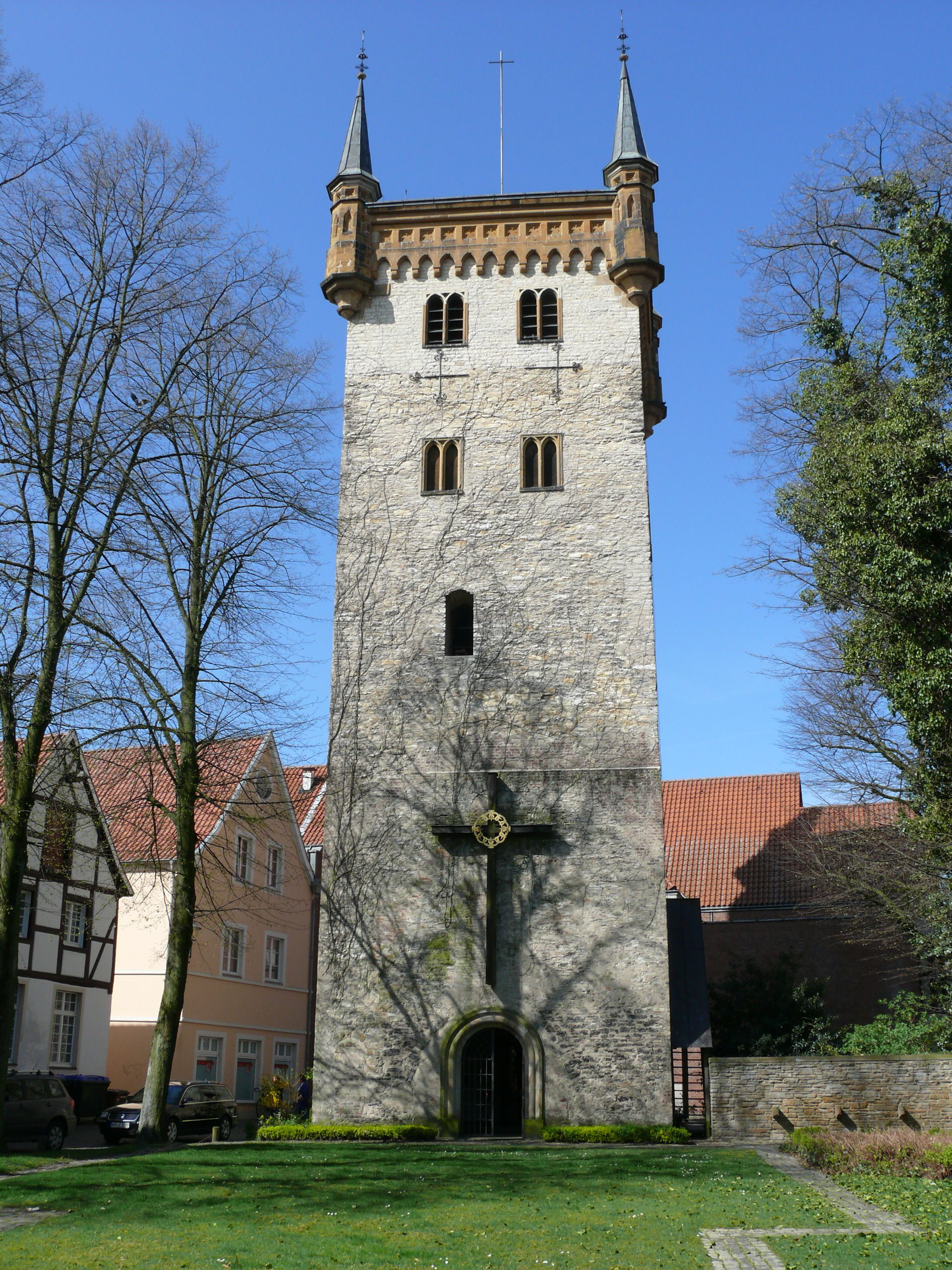
Gotische toren van de in 1741 afgebrande oude Mariakerk
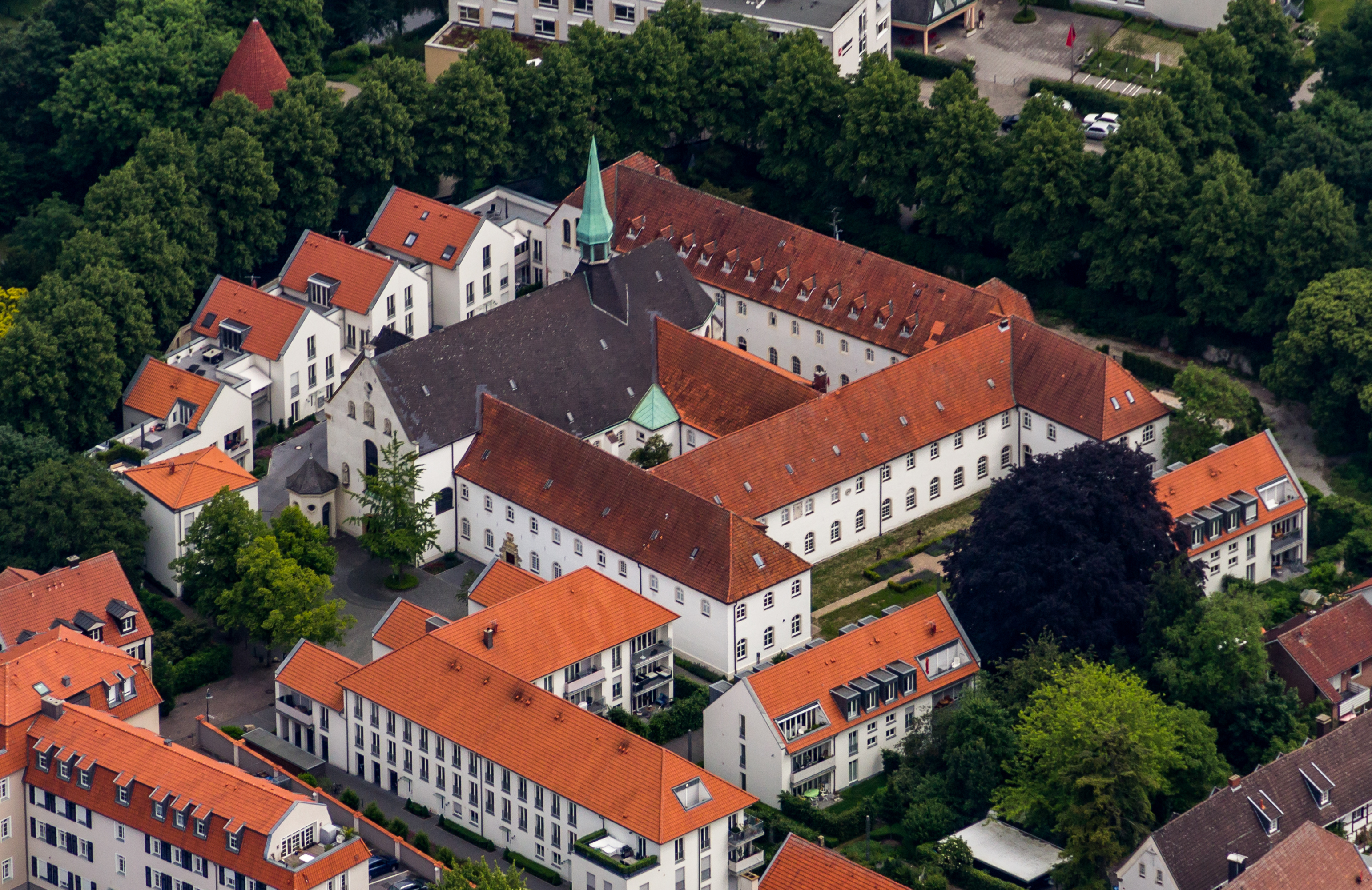
Voormalig klooster der franciscanen te Warendorf
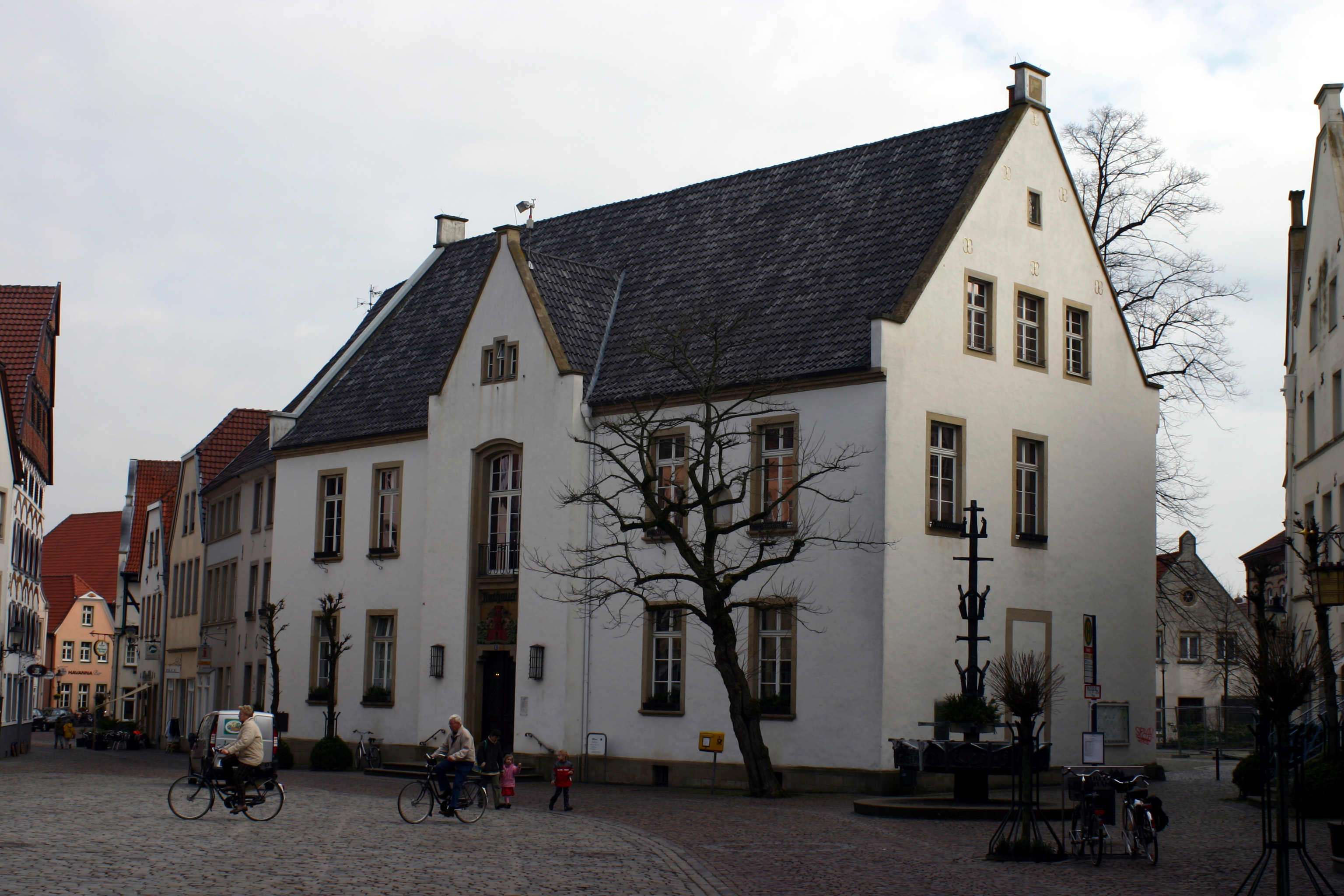
Gemeentehuis
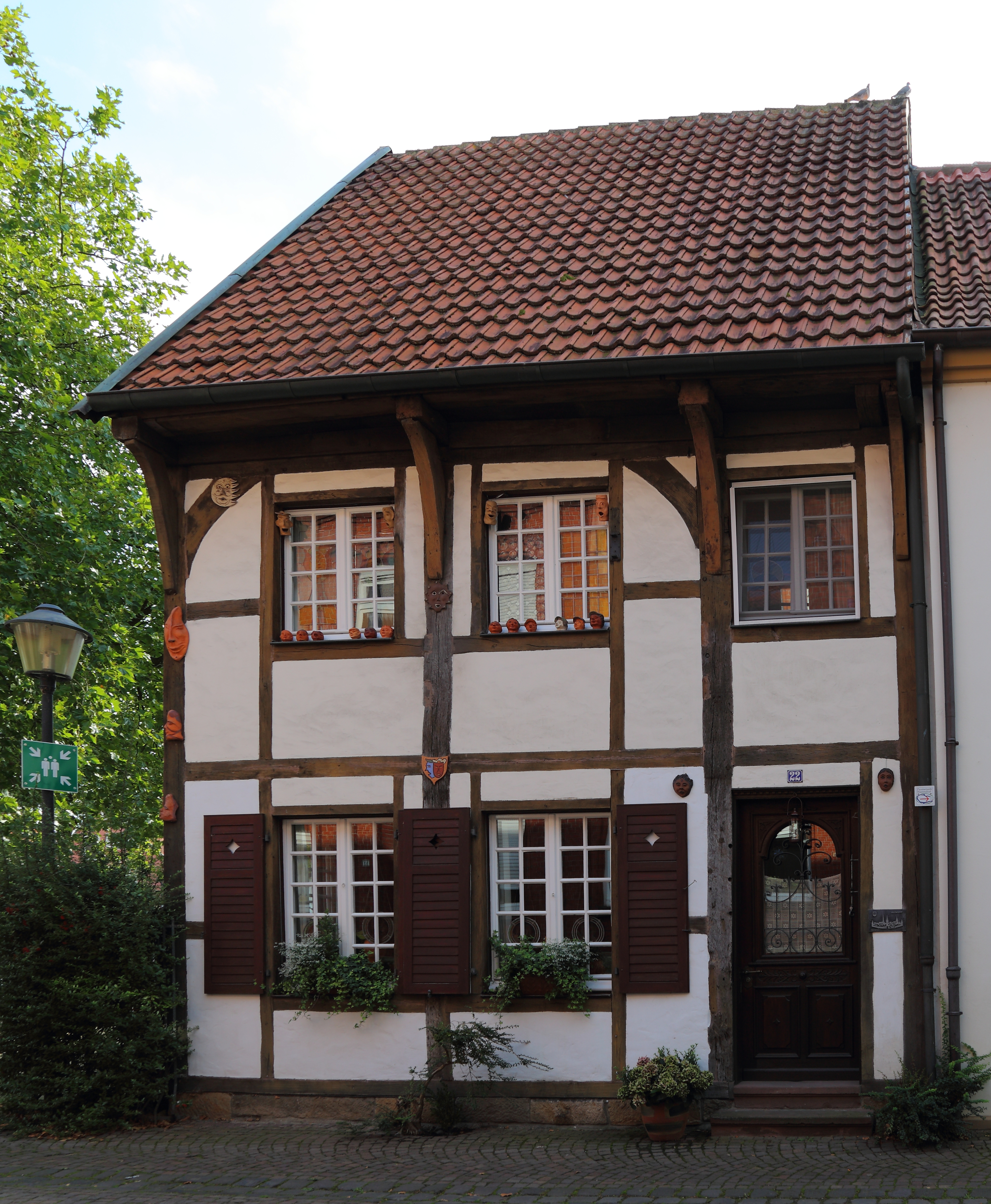
Vakwerkhuis Klosterstraße
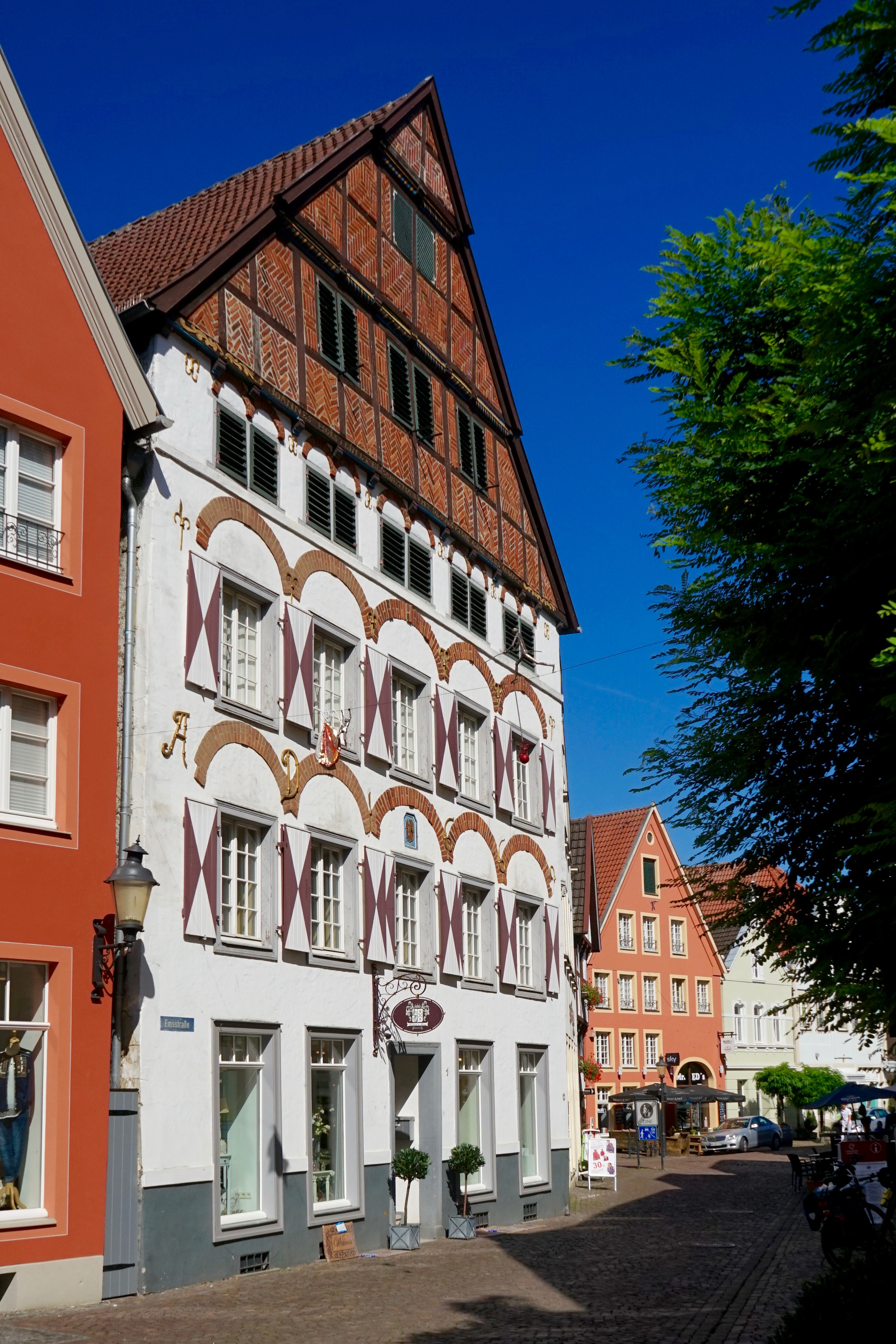
Huis aan de Emsstraße
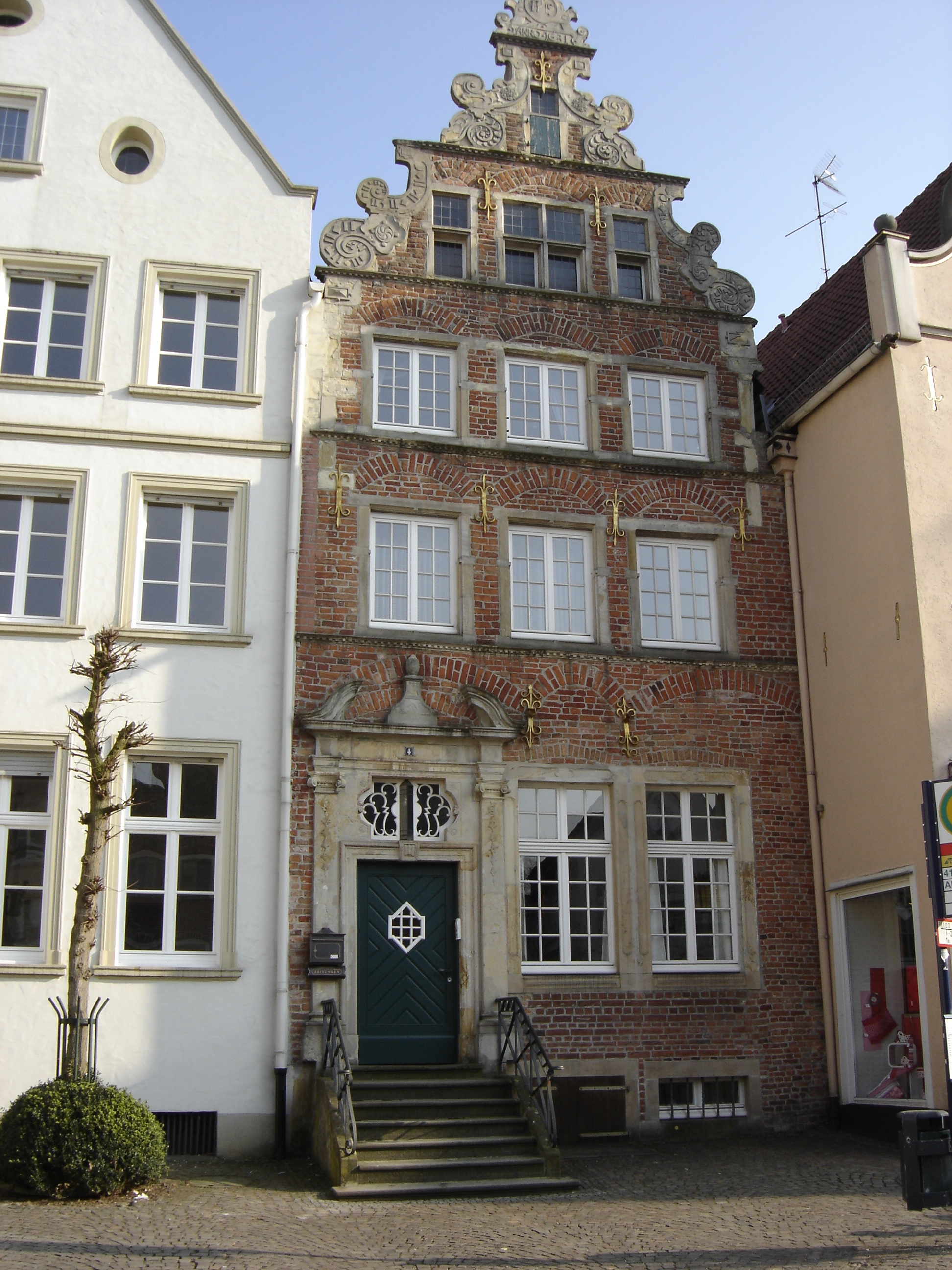
Huis aan de Marktplatz
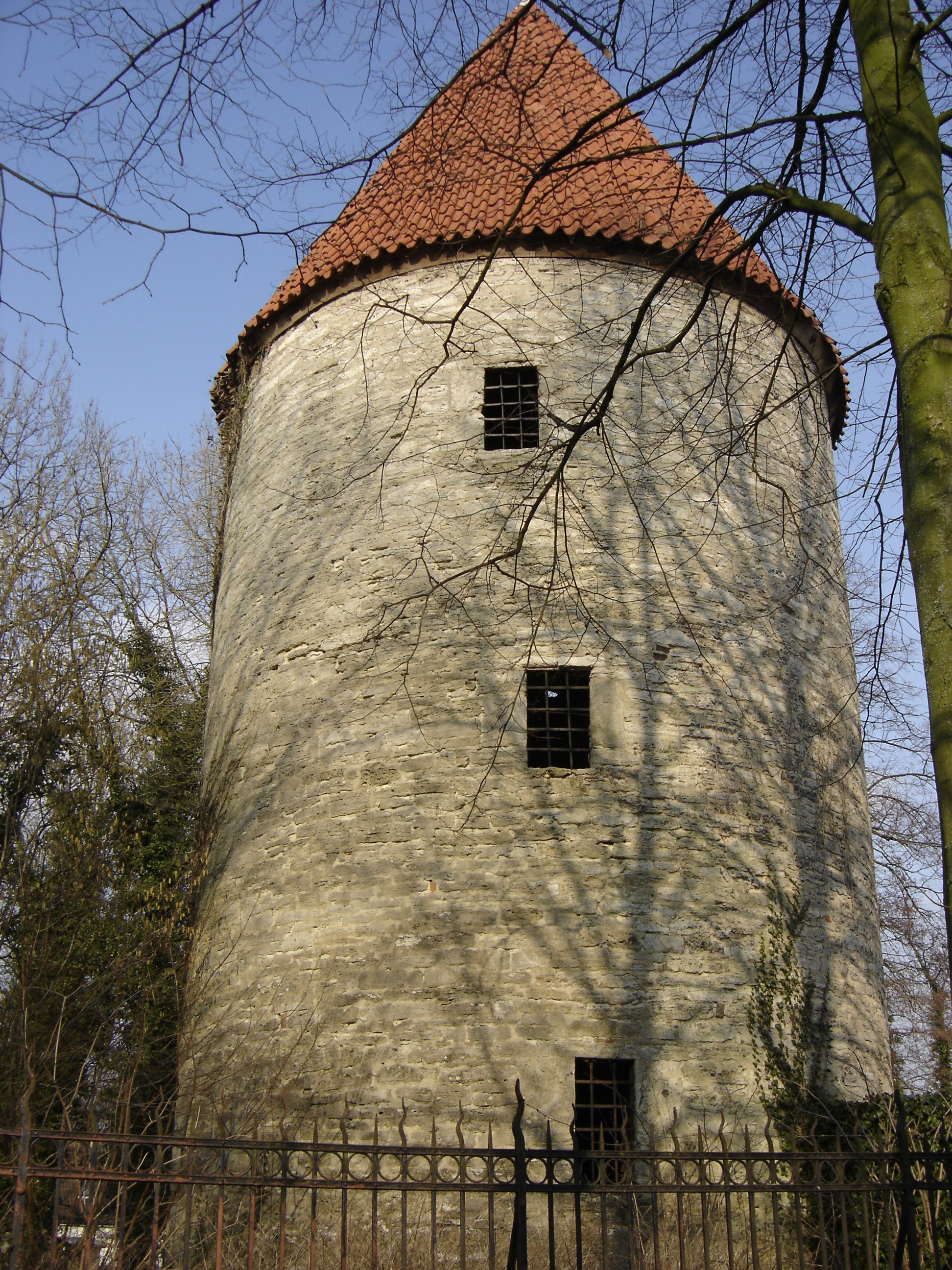
Bentheimer Turm, de enig overgebleven toren in de stadsmuur
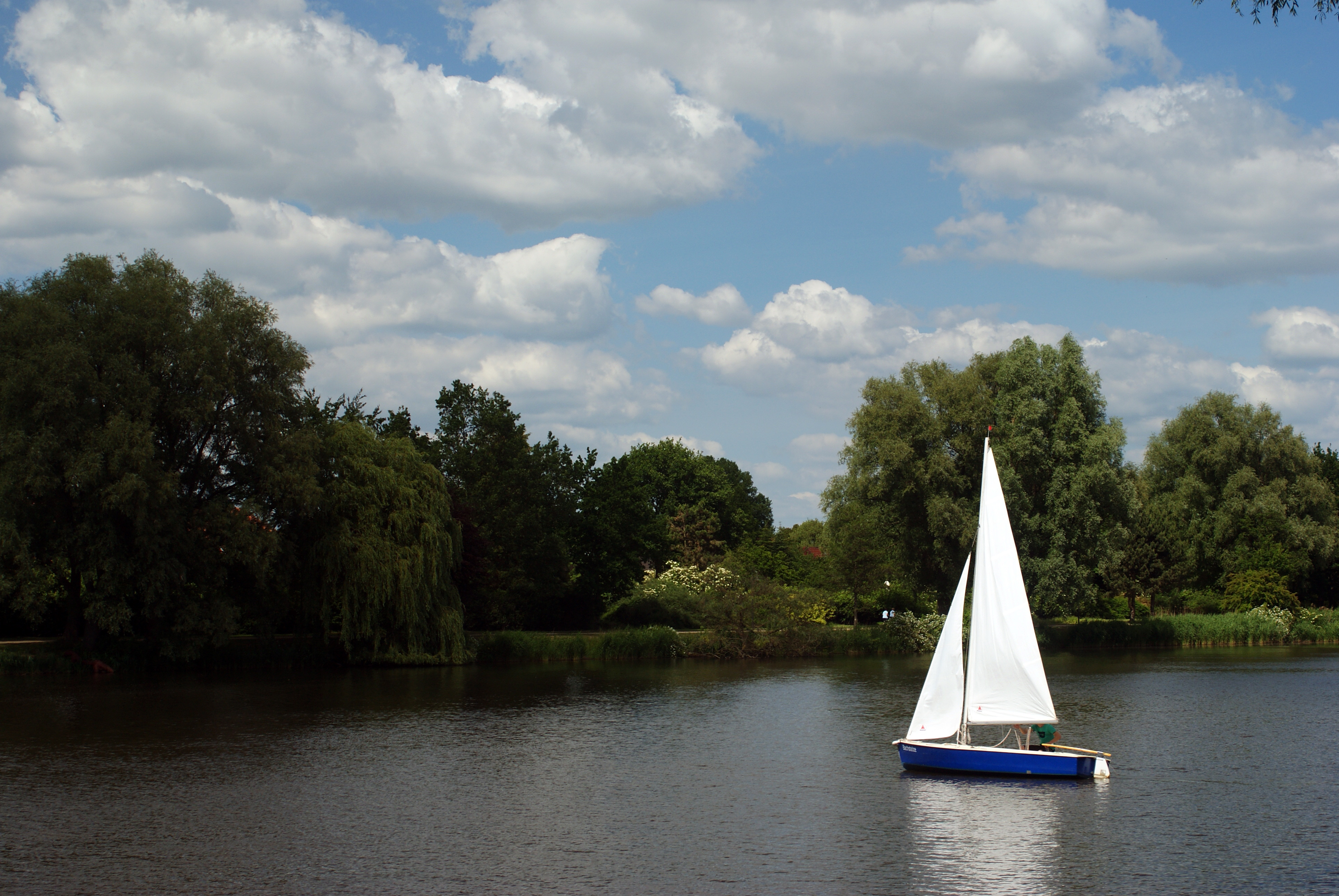
Emssee
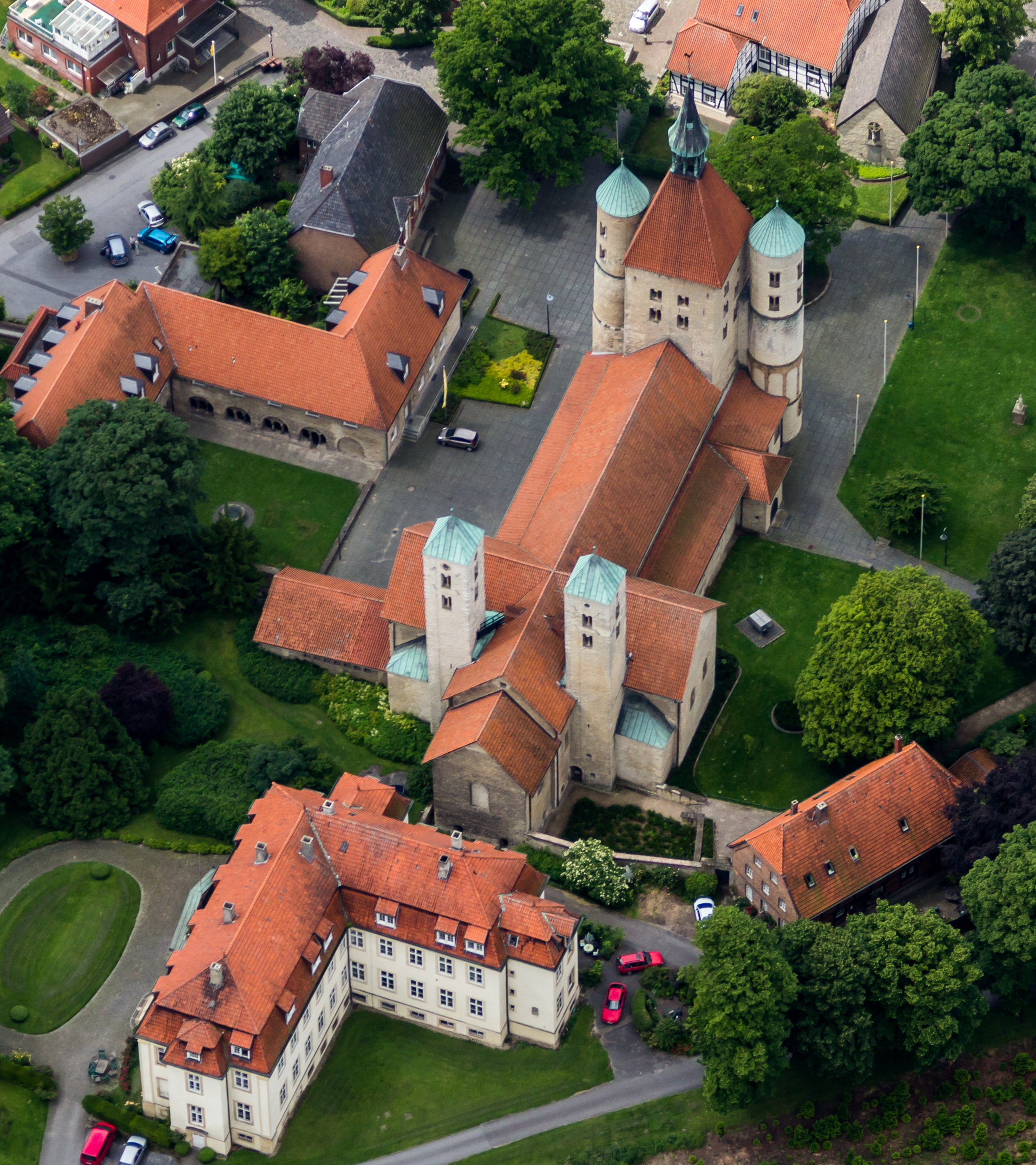
Freckenhorst, kasteel en Bonifatiuskerk
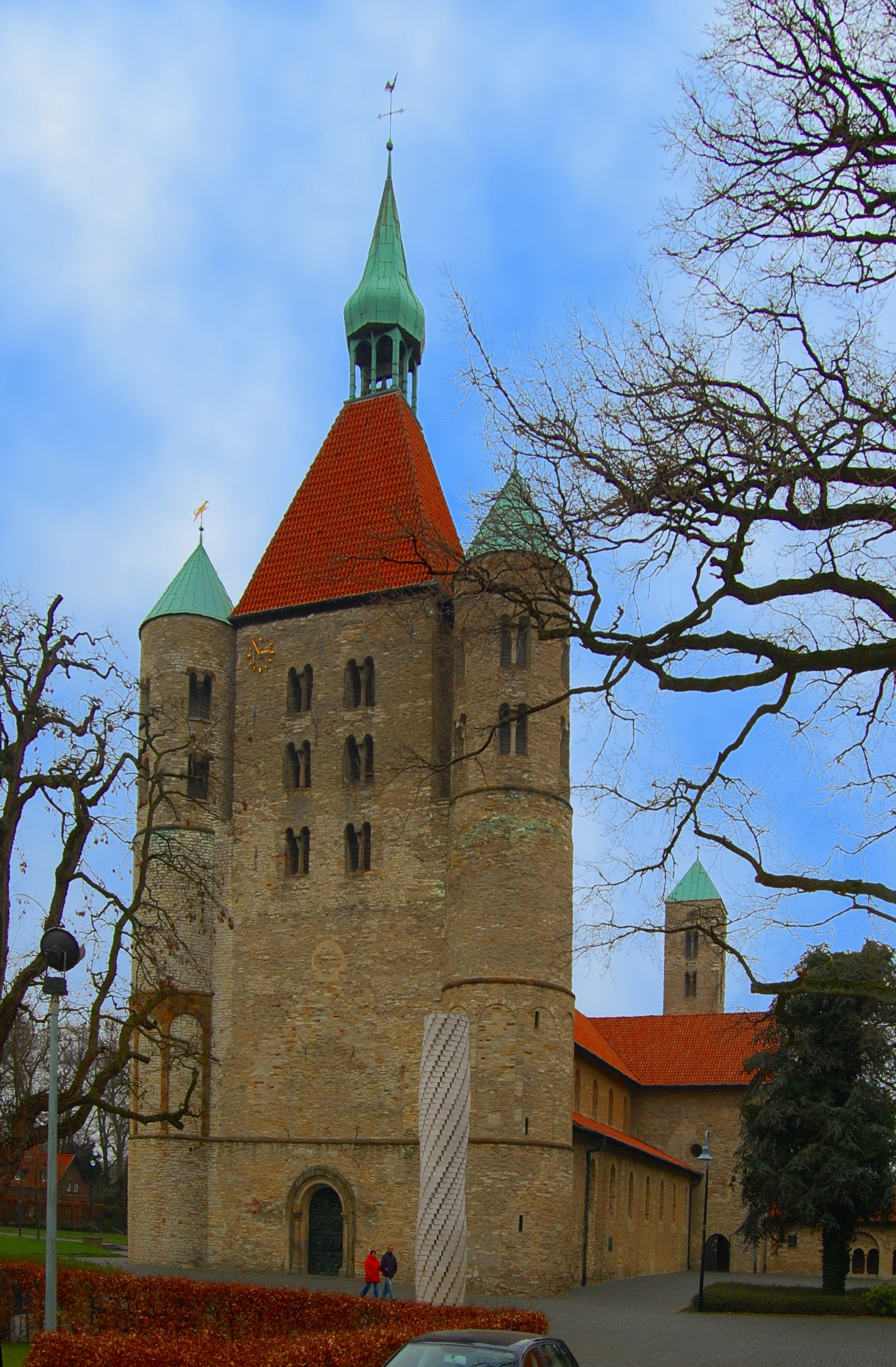
Freckenhorst, westwerk Bonifatiuskerk
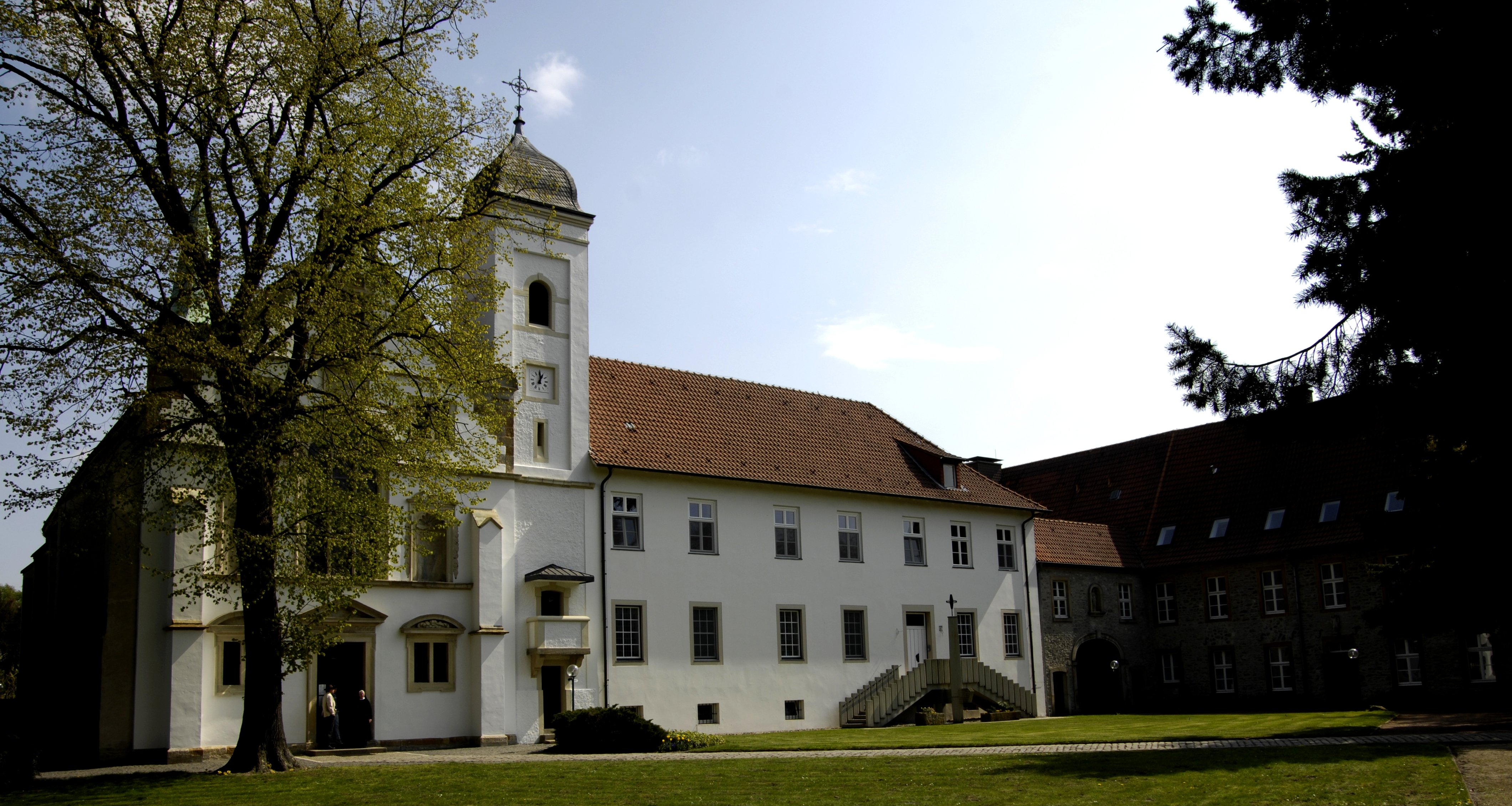
Klooster Vinnenberg
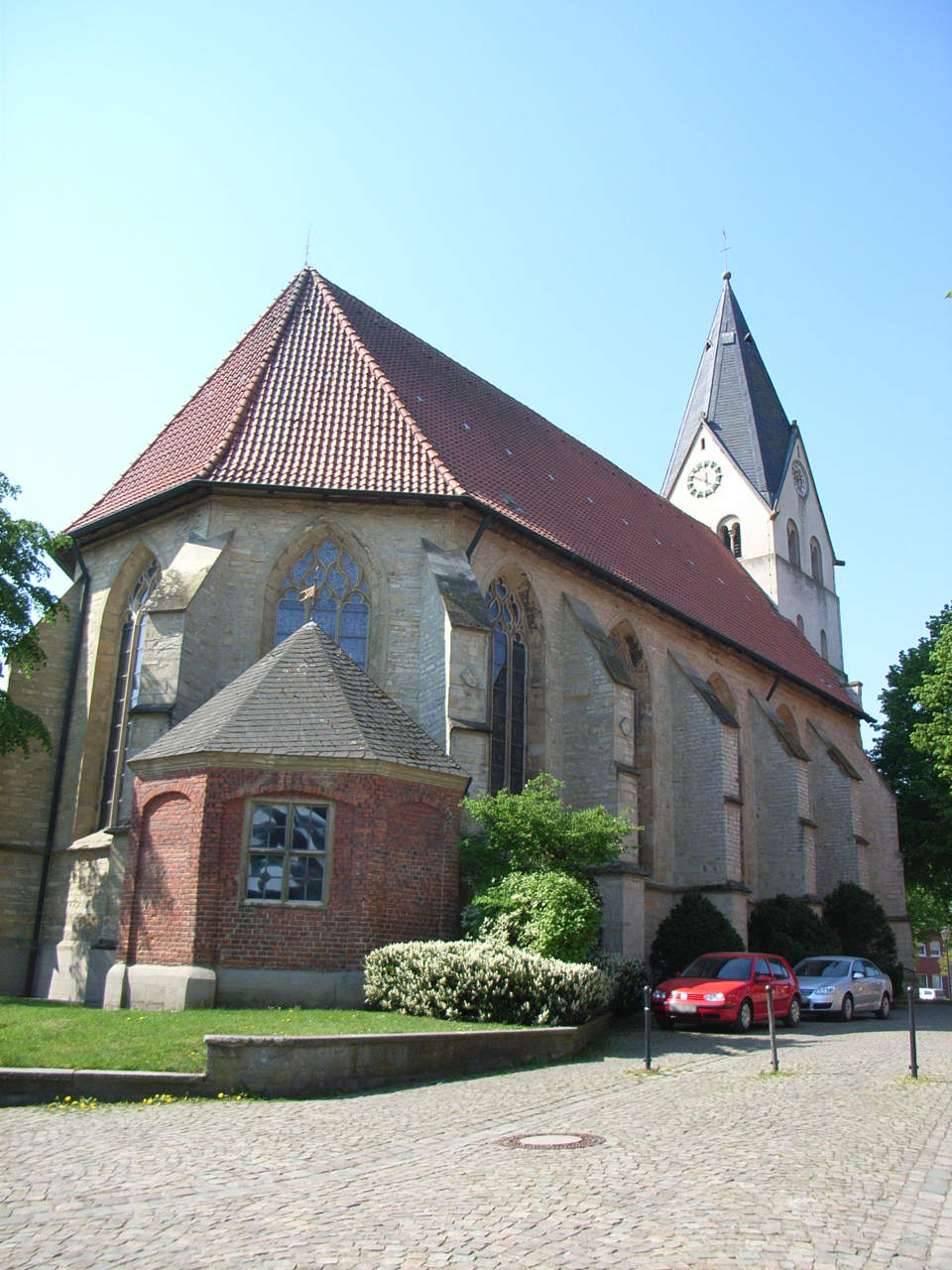
Hoetmar, St. Lambertuskerk
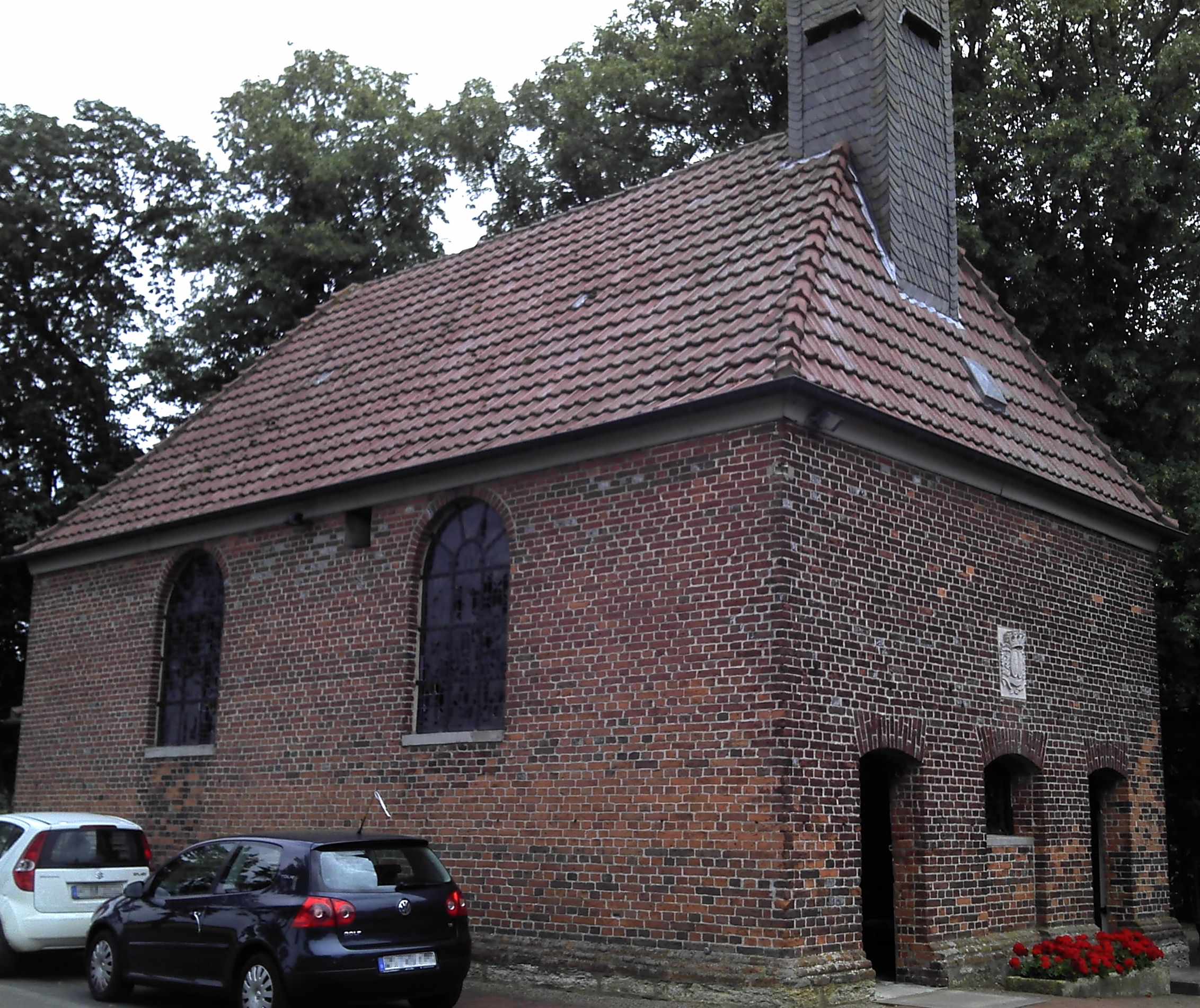
Hoetmar, bedevaarts-kapel Buddenbaum
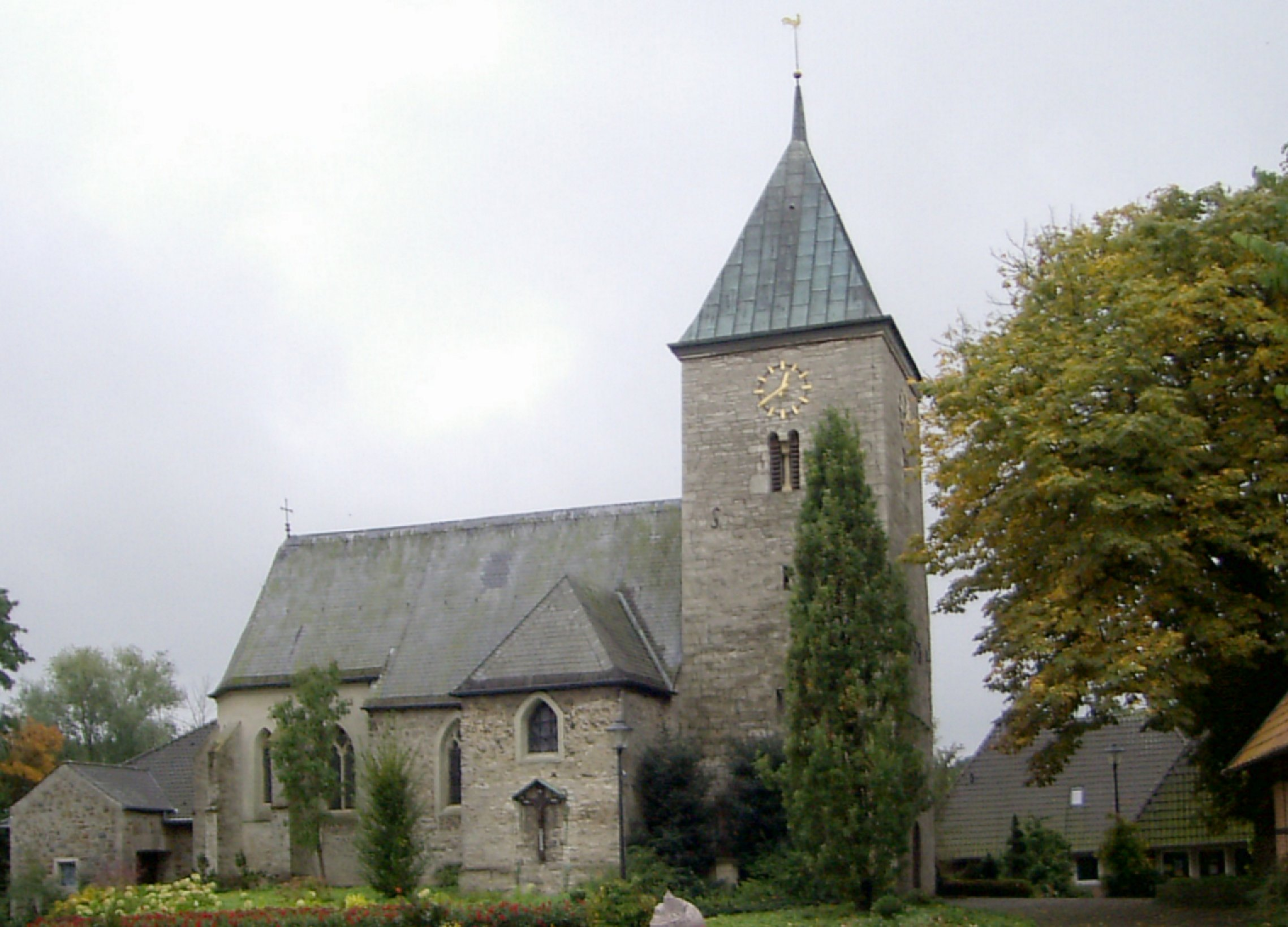
Einen, Bartholomeüskerk
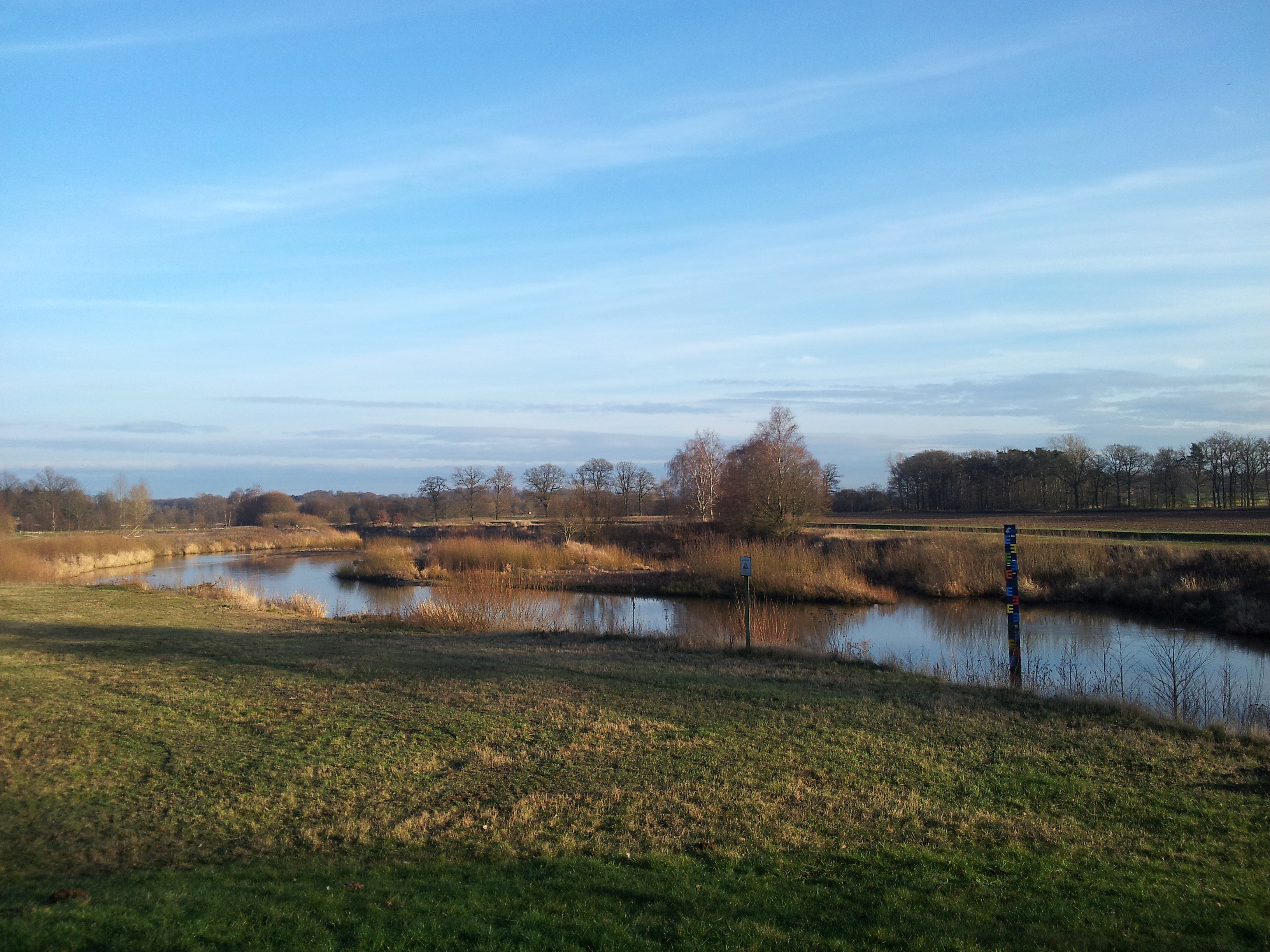
Natuurherstel aan de Eems bij Einen-Müssingen